# Historia lingüística del subcontinente indio

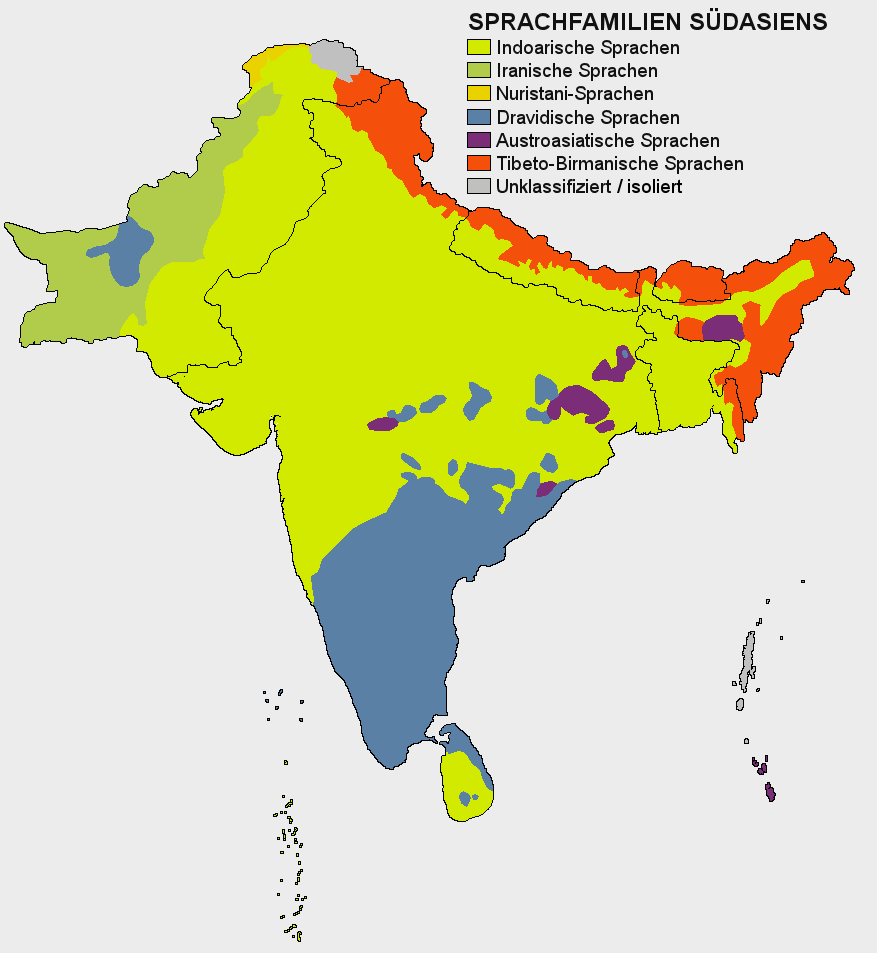
Familias lingüísticas en el subcontinente indio.

En el subcontinente indio se hablan muchas lenguas diferentes. Las lenguas con más hablantes pertenecen a dos grupos principales: las lenguas indoeuropeas y las lenguas drávidas, con diversas lenguas menos habladas pertenecientes a otras familias lingüísticas, entre ellas las lenguas sinotibetanas y las lenguas austroasiáticas. Los registros lingüísticos empezaron con la aparición de la escritura brahmi en el siglo VI a. C.
En la India, las lenguas indoeuropeas son habladas por el 72% de la población, y las dravidias por el 25%.

## Lenguas drávidas
Las lenguas drávidas son un conjunto de unas 73 lenguas, las cuales se hablan en su mayoría en el sur de la India y en el noreste de Sri Lanka, así como en ciertas áreas de Pakistán, Nepal, Bangladés y el este y centro de la India, partes de Afganistán e Irán, y en otros países con inmigración india como el Reino Unido, los Estados Unidos, Canadá, Malasia y Singapur.

### Historia del telegu
Existe la hipótesis de que el telegu se originó de una lengua proto-drávida reconstruida. Es una lengua con mucha influencia del sánscrito; tal y como afirma el investigador del telegu C.P Brown en la página 266 de su libro "A Grammar of the Telegu Language":

if we ever make any real progress in the language the student will require the aid of the Sanskrit Dictionary

Se descubrieron varias inscripciones en Bhattiprolu (distrito de Guntur) que contenían supuestas palabras en telegu que databan del 400 a. C. La traducción al español de una inscripción es:

Regalo de la losa por el venerable Midikilayakha